# El sueño del patricio
El sueño del patricio, también conocida como La fundación de Santa Maria Maggiore de Roma I: El sueño del patricio Juan, es un óleo sobre lienzo de  2,32 x 5,22 m pintado hacia el año 1662 - 1665 por el sevillano Bartolomé Esteban Murillo (1618-1682), perteneciente a la escuela española del Barroco.

## Análisis del cuadro
Este cuadros junto con El patricio Juan y su esposa revelan su sueño al papa Liberio que se encuentra así mismo en el Museo del Prado, y dos medios puntos menores que representan la Inmaculada Concepción, conservado en el Museo del Louvre y el Triunfo de la Eucaristía, propiedad de una colección privada londinense, la colección de Lord Faringdon de Buscot Park, fueron pintados para la iglesia de Santa María la Blanca de Sevilla y en ella se narra la fundación de la basílica romana de Santa María la Mayor, también conocida como Santa María de las Nieves. La Virgen se aparece en sueños al patricio romano Juan y a su mujer para transmitirles su voluntad de que edificasen una iglesia cuya planta debía seguir la trazada en el monte Esquilino por una nevada milagrosa en pleno mes de agosto.
Están considerados los dos lienzos entre los más importantes de la producción de Murillo, tanto por su tamaño (más de 5 metros) como por su ambición compositiva y la magistral manera en que está resuelta la narración pictórica.
Formaban parte de la decoración de la iglesia sevillana de Santa María la Blanca, que en su origen había sido sinagoga y fue remodelada entre 1662 y 1665 para conmemorar la bula del papa Alejandro VII por la que se autorizaba la fiesta de la Inmaculada Concepción; fueron robadas por el mariscal Soult con destino al llamado Museo Napoleón. 
En el año 1816 fueron devueltas a España y depositadas en la Real Academia de Bellas Artes de San Fernando, pasando posteriormente (1901) su custodia al Museo del Prado.